# 大克倫基
大克伦基是烏克蘭中部波爾塔瓦州克雷门丘克区赫洛贝内市镇的村落，距離彼得里夫卡、馬利尼夫卡、斯捷波韋、韋塞拉多利納和盧卡希夫卡4公里，面積9.51平方公里，海拔高度101米，2001年人口2,574。